# Jump Up!
| 전문가 평가      | 전문가 평가 |
| 평가 점수        | 평가 점수   |
| 출처             | 점수        |
| ---------------- | ----------- |
| Allmusic         | [ 1 ]       |
| Rolling Stone    | [ 2 ]       |
| Robert Christgau | (B)         |

《Jump Up!》은 영국의 음악가 엘튼 존의 열여섯 번째 스튜디오 음반이다. 이 음반은 1982년 4월 9일, 게펀 레코드에 의해 발매된 미국과 캐나다를 제외하고 로켓 레코드 컴퍼니에 의해 발매되었다.

## 배경
이 음반에는 존 레논 (현재 EMI가 소유하고 있는 《Double Fantasy》의 발매를 위해 게펀과 계약하기도 했던)에 대한 헌사인 〈Empty Garden (Hey Hey Johnny)〉이 포함되어 있다. 이 음반은 〈Blue Eyes〉, 〈Princess〉, 〈Ball and Chain〉, 〈Spiteful Child〉와 같은 노래에서 들을 수 있듯이 존이 더 깊은 목소리로 노래하는 것을 보여주는 최초의 몇 안 되는 LP 중 하나이다. 〈Legal Boys〉는 존과 팀 라이스가 작곡했으며, 그는 나중에 《라이온 킹》과 《엘도라도》로 가는 길의 가사를 썼다. 이 음반은 제임스 뉴턴 하워드가 키보드를 연주한 마지막 스튜디오 음반이다(거의 30년 후 《노미오와 줄리엣》의 사운드트랙에서 존과 다시 키보드를 연주하겠지만).
미국에서, 그 음반은 1982년 11월, 미국 음반 산업 협회에 의해 골드 인증을 받았다. 안쪽 소매 예술작품은 존의 평생 친구인 밴스 벅과 게리 오스번의 그 당시 5살짜리 아들 루크를 보여준다.
2010년 시리우스 라디오 스페셜에서 《Jump Up!》에 대해 이야기하는 존의 작사가 버니 토핀은 이 음반이 "우리의 최악의 음반 중 하나"라고 말했다. 그는 "이 음반은 끔찍하고 끔찍하며 일회용인 음반이지만 〈Empty Garden〉이 있었기 때문에 그 한 곡에 가치가 있다"고 덧붙였다.

## 녹음
이 음반은 몬트세랫 레코드와 디지털 혼합의 AIR 스튜디오와 프랑스의 파테 마르코니 스튜디오에서 녹음되었다.

## 곡 목록
| #   | 제목                                    | 작사·작곡            | 재생 시간 |
| --- | --------------------------------------- | -------------------- | --------- |
| 1.  | 〈Dear John〉                           | 엘튼 존, 게리 오스번 | 3:28      |
| 2.  | 〈Spiteful Child〉                      | 존, 버니 토핀        | 4:11      |
| 3.  | 〈Ball and Chain〉                      | 존, 오스번           | 3:27      |
| 4.  | 〈Legal Boys〉                          | 존, 팀 라이스        | 3:08      |
| 5.  | 〈I Am Your Robot〉                     | 존, 토핀             | 4:42      |
| 6.  | 〈Blue Eyes〉                           | 존, 오스번           | 3:25      |
| 7.  | 〈Empty Garden (Hey Hey Johnny)〉       | 존, 토핀             | 5:05      |
| 8.  | 〈Princess〉                            | 존, 오스번           | 4:55      |
| 9.  | 〈Where Have All the Good Times Gone?〉 | 존, 토핀             | 3:58      |
| 10. | 〈All Quiet on the Western Front〉      | 존, 토핀             | 6:00      |

## 인증
| 국가                       | 인증     | 판매량/출하량 |
| -------------------------- | -------- | ------------- |
| 오스트레일리아 (ARIA)      | 플래티넘 | 50,000^       |
| 뉴질랜드 (RMNZ)            | 플래티넘 | 15,000^       |
| 영국 (BPI)                 | 실버     | 60,000^       |
| 미국 (RIAA)                | 골드     | 500,000^      |
| ^출하량을 기반으로 한 인증 |          |               |